# نافورة أحمد الثالث
نافورة أحمد الثالث (بالتركية: Ahmet Çeşmesi)‏ في اسطنبول، تقع على الطريق المؤدي إلى قصر توبكابي. بنيت على الطراز العثماني سنة 1728 في عهد السلطان العثماني أحمد الثالث.